# Eupithecia caliginea
Eupithecia caliginea là một loài bướm đêm trong họ Geometridae.